# Кавингтон (Кентаки)
Кавингтон (енгл. Covington) град је у америчкој савезној држави Кентаки.

## Демографија
По попису из 2010. године број становника је 40.640, што је 2.73 (-6,3%) становника мање него 2000. године.
| Група             | 2000.          | 2010.          |
| Белци             | 37.411 (86,3%) | 32.831 (80,8%) |
| Афроамериканци    | 4.397 (10,1%)  | 4.844 (11,9%)  |
| Азијати           | 147 (0,3%)     | 218 (0,5%)     |
| Хиспаноамериканци | 600 (1,4%)     | 1.450 (3,6%)   |
| Укупно            | 43.370         | 40.640         |